# Gassulawiya
Gassulawiya (écrit aussi Gaššulawiya) est une reine hittite (Tawananna), épouse du roi Mursili ii (Nouvel empire) qui régna, environ, de 1321 à 1295 av. J.-C. (en chronologie courte,). Elle serait morte vers 1312 av. J.-C.

## Vie
On sait de Gassulawiya qu'elle eut plusieurs enfants, dont une fille appelée Massanauzzi (nommée Matanaza dans la correspondance avec Ramsès II) qui épousa Masturi, roi d'un état vassal, ainsi que trois fils, Muwatalli ii, Hattusili iii and Halpasulupi. Mursili eut d'autres enfants d'une seconde épouse, Tanuhepa, dont les noms ne nous sont pas parvenus.
À la fin de sa vie Gassulawiya fut très malade : elle priait une statue de la déesse Lelwani pour qu'elle la soulage de ses maux.